# Suave (corrida)
Dans le monde de la tauromachie, suave  désigne la capacité d'un taureau de lidia à charger  franchement et sans détour, ce qui est un signe de noblesse des taureaux de caste et qui définit aussi l'alegria propre au taureau de caste. Le terme a plusieurs synonymes : pastueño ou claro.

## Caractéristiques
Le taureau suave se manifeste d'abord par sa vivacité, sa promptitude à charger, ce qui permet des faenas plus variées et un nombre de passes  plus élevé. Les taureaux suaves sont très appréciés des toreros artistes, ils entrent  pour une bonne part de l'art du torero gitan comme c'était le cas pour Cagancho, ou  plus récemment pour Julio Aparicio Díaz, ou Javier Conde. 
L'animal s'engage à fond dans le jeu du torero. C'est en particulier une caractéristique des taureaux de combat d'Amérique latine et plus spécifiquement des taureaux mexicains, souvent plus légers, mais plus vifs, et de trapío  plus équilibré. Ils sont à l'origine du renouveau des  toreros capeadors comme Julián López Escobar « El Juli » qui a d'abord toréé au Mexique où le bétail suave autorise un très grand nombre de passes de cape ce qui lui a permis d'en inventer de nouvelles.

## Sélection
Très appréciés des toreros-vedette (figuras), les taureaux suaves  sont sélectionnés par les éleveurs au cours de tientas qui portent essentiellement sur les vaches dans de petites arènes privées. L' alegria (ou suavité) se mesure soit sous la pique soit au moment des passes. L'éleveur note  les réactions de la vache sur son carnet d'élevage. Il garde les plus vives, tandis que les vaches non sélectionnées partent pour la boucherie

## Évolution
La rivalité entre  aficionados toristas, amateurs de taureaux durs, difficiles à toréer, et  aficionados toreristas, amateurs de taureaux suaves, avait relégué ces derniers au second plan. Mais depuis l'arrivée des toreros capeadors comme Sébastien Castella et Juan Bautista, en France, ou José Tomás en Espagne, les goûts du public ont évolué  en faveur de l'esthétique au détriment de la violence. C'est pourquoi un ganadero, s'il veut survivre, est contraint de privilégier la suavité des géniteurs au détriment de l'agressivité.